# 노동교양

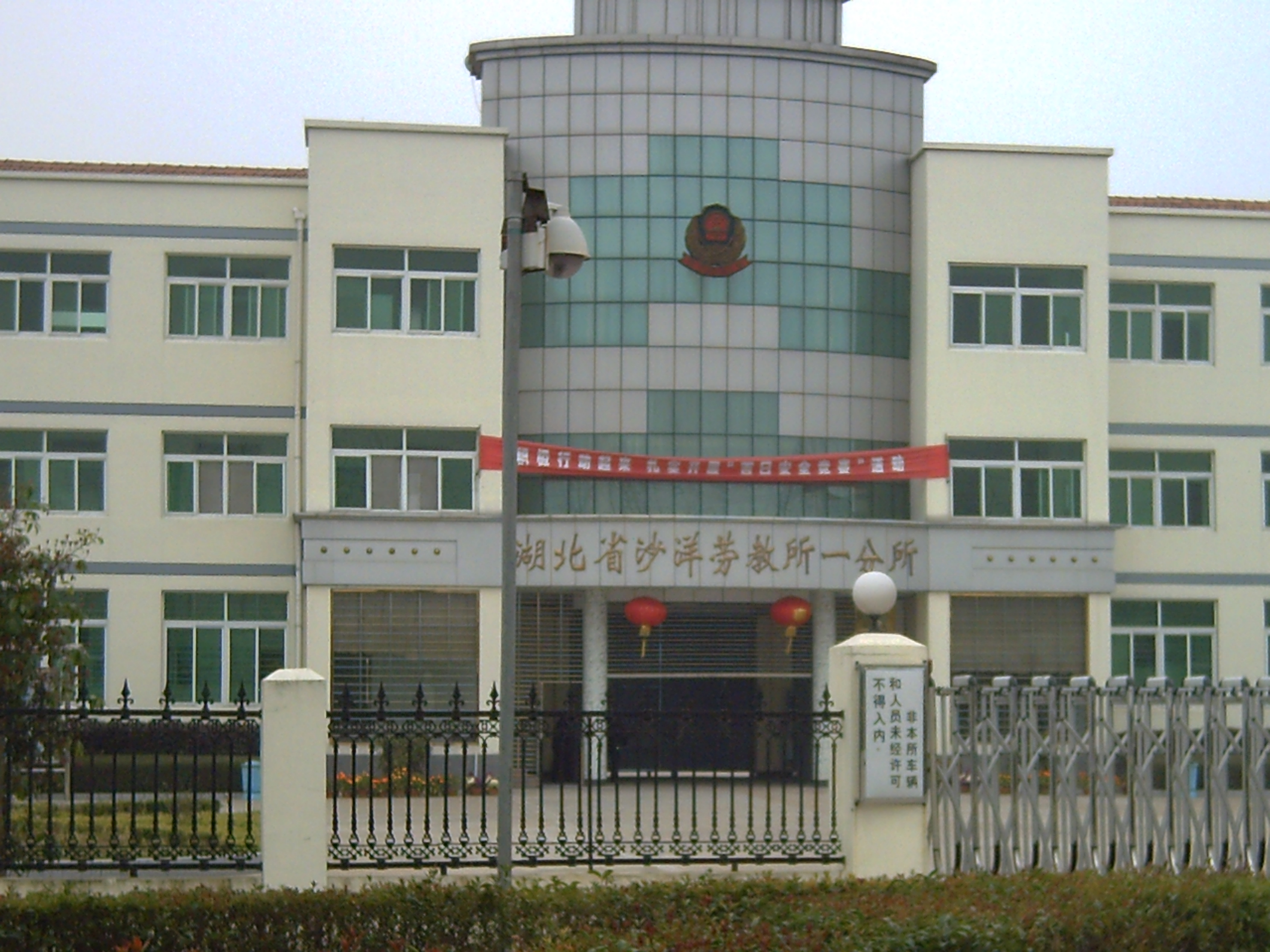
중국 후베이성의 노동교양소

노동교양(중국어 간체자: 劳动教养, 劳教, 정체자: 勞動敎養, 勞敎, 병음: láodòng jiàoyǎng, láojiào,영어: re-education through labor, RTL)은 중화인민공화국의 강제노동 제도이다. 노동교화제도라고도 한다. 중화인민공화국의 행정처벌조치이다. 중화인민공화국 1957년부터 시행, 2013년 폐지.

## 역사
1957년 소련의 노동교양제도를 중화인민공화국이 도입했다. 그러나 소련과 관련 제도는 다르고, 중화인민공화국은 독유 노동교양제도를 형성했다. 중화인민공화국의 한 행정처벌. 경범죄는 경찰만의 판단할 경우 재판 없이 일반 1년에서 3년이다 최대 4년의 노동교양처벌, 중범죄는 검사의 기소에 의한 형사법원의 재판으로 최대 사형을 시키는 2원적 처벌구조이다.

## 관련 법률 법규
1. 国务院关于劳动教养问题的决定 (1957년 8월 3일 공표)
2. 国务院关于劳动教养的补充规定 (1979년 11월 29일 공표)
3. 国务院关于将强制劳动和收容审查两项措施统一于劳动教养的通知 (1980년 2월 29일 공표)
4. 劳动教养试行办法 (1982년 1월 21일 공표)
5. 全国人民代表大会常务委员会关于禁毒的决定 (1990년 12월 28일 공표)
6. 全国人民代表大会常务委员会关于严禁卖淫嫖娼的决定 (1991년 9월 4일 발표)
7. 公安机关办理劳动教养案件规定 (2002년 4월 12일 발표)
8. 劳动教养戒毒工作规定 (2003년 5월 20일 공표)
9. 关于进一步做好刑满释放、解除劳教人员促进就业和社会保障工作的意见 (2004년 2월 6일 공표)

## 기한
1년에서 3년이다, 보통은 1년에서 1년 6개월이다. 기한 연장을 최대 1년이다.

## 폐지
2013년 12월 28일, 전인대 상무위원회는 56년간 시행해 온 노동교양제도를 폐지하기로 결정했다. 잔여 형기의 죄수들은 모두 석방될 것이다. 노동교양제도의 근거법률인 1957년 국무원의 노동교양 문제에 관한 결정(1957年国务院关于劳动教养问题的决定), 1979년 국무원의 노동교양에 대한 보충 규정(1979年国务院关于劳动教养的补充规定)을 폐지했다.

## 국제앰네스티
국제앰네스티 중국 연구자인 코리나 바버라프랜시스 씨는 로이터 통신에 중화인민공화국의 노동교양제도 폐지로 죄수들이 모두 석방되지 않았으며, 상당수가 사설 감옥인 흑감옥(黑监狱)이나 마약중독 교정시설(戒毒所) 등을 이용해 처벌하는 사례가 증가하고 있다고 주장했다. 국제앰네스티는 5년간 이러한 관찰을 했다.

## 같이 보기
- 삼청교육대 - 전두환 정부는 소련, 중화인민공화국, 조선민주주의인민공화국이 운영하는 노동교양 제도인 삼청교육대를 설치했다.
- 정신병원 - 한국, 미국 등에서는 검사의 기소에 의한 형사법원의 재판 없이, 경찰만의 판단으로 정신병원에 장기간 감금할 수 있다.
- 노동단련대
- 중화인민공화국 공안부 - 중화인민공화국의 경찰기관
- 중화인민공화국 사법부
- 노동교양 (조선민주주의인민공화국) - 조선민주주의인민공화국이 실행중의 행정처벌조치.